# Harlem Heat
Harlem Heat war ein Wrestling Tag-Team, bestehend aus zwei Brüdern, Booker und Lane Huffman. Booker benutzte Booker T als Ringnamen, während Lane als Stevie Ray bekannt war. Harlem Heat hält mit zehnmaligem Gewinn des WCW World Tag Team Championship einen Rekord und ist somit das erfolgreichste Tag-Team dieser Promotion.

## Geschichte

### Anfänge
Booker und Lane begannen unter dem Namen The Huffman Brothers erstmals in Ivan Putskis Western Wrestling Alliance als Tag Team aufzutreten. Danach hatten sie Auftritte in verschiedenen Independent-Ligen in Texas, ehe sie 1992 zur Global Wrestling Federation kamen. Hier traten sie als The Ebony Experience auf und waren mit drei Gewinnen des GWF Tag Team Championship recht erfolgreich. Nach ihrer letzten Titelregentschaft dort, konnten die Brüder einen Vertrag mit der international vertretenen Promotion World Championship Wrestling erlangen.

### WCW
Im August 1993 debütierten sie als Harlem Heat in der WCW. Zunächst bekam Booker den Namen Kole und Lane wurde zu Kane. Sie wurden nun aus Harlem angekündigt. 1994 wurde ihnen Sherri Martel als Managerin zur Seite gestellt und beide wieder in Booker T und Stevie Ray umbenannt. Im Dezember erhielten sie ihre erste von zehn WCW World Tag Team Championships. Nachdem Harlem Heat die Titel zwischenzeitlich gegen die Nasty Boys verloren hatten, begann im Juni 1995 die zweite Regentschaft als Tag Team Champions. Im Verlauf einer Fehde gegen Dick Slater und Jimmy Golden verloren sie die Titel erneut, konnten im Jahr 1995 jedoch noch weitere zwei Titelgewinne verzeichnen. 
Im Jahr 1996 blieb das Team durch zwei weitere Regentschaften als Tag Team Champions erfolgreich. 1997 verließ Managerin Sherri Harlem Heat und wurde durch Jaqueline ersetzt. Während einer Verletzungspause Rays, verließ auch Jaqueline das Team, sodass Booker eine Zeit lang als Einzelwrestler Matches bestritt. Nachdem Ray zurückgekehrt war, gab es jedoch keine Reformation von Harlem Heat. Stattdessen ließ man sich Ray gegen Booker wenden und dieser wurde Mitglied der Gruppierung New World Order. 
Mitte 1999 fand dann die Reformation statt und das Team gewann im August nach zwei Jahren erneut die Tag Team Titel. Nach dem letzten Titelgewinn folgte 2000 der Beitritt von Midnight zu Harlem Heat, woraufhin sich Ray laut Storyline erneut gegen seinen Bruder und Midnight wandte und zusammen mit den Wrestlern Big T, Kash und J. Biggs die Gruppierung Harlem Heat 2000 gründete. Diese wurde jedoch bereits im Juni des Jahres wieder aufgelöst.

## Titel und Auszeichnungen
- Global Wrestling Federation

- 3× GWF Tag Team Championship

- World Championship Wrestling

- 10× WCW World Tag Team Championship (Rekordhalter dieser Titel)

- Aufnahme in die WWE-Hall of Fame (Class of 2019)[1]